# Melanotus watanabei
Melanotus watanabei là một loài bọ cánh cứng trong họ Elateridae. Loài này được Ôhira miêu tả khoa học năm 2002.